# 대구해서초등학교
대구해서초등학교는 대한민국 대구광역시 동구에 있는 초등학교다.

## 연혁
- 1947-09-01 대구해안국민학교 해서분교장 설립 인가
- 1949-04-01 대구해서국민학교로 승격 개교
- 1952-03-04 제1회 졸업식
- 1987-02-01 병설유치원 1학급 설립인가
- 1994-03-01 대구평광국민학교 흡수 병합
- 1996-03-01 대구해서초등학교로 명칭 변경
- 2011-08-25 신축학교로 이전(현위치 봉무동)
- 2011-11-01 이전 개교식
- 2015-02-13 제64회 졸업(총 107명), 총 졸업생수(15,045명)
- 2015-03-01 22학급 편성(특수 1학급 포함)
- 2015-09-01 제33대 문영철 교장 부임
- 2019-02-01 제68회졸업(54명), 총 졸업생수(15,352명)
- 2019-09-01 제34대 김진도 교장 부임
- 2020-02-13 제69회졸업(69명), 총 졸업생수(15,421명)
- 2021-02-10 제70회졸업(62명), 총 졸업생수(15,483명)
- 2021-03-01 25학급 편성(특수 2학급 포함)
- 2022-02-15 제71회졸업(82명), 총 졸업생수(15,565명)
- 2022-03-01 24학급 편성(특수 2학급 포함)